# Bạch Thiêm Than
Bạch Thiêm Tan (tiếng Trung: 白碱滩区; bính âm: Báijiǎntān Qū; Uyghur: جەرەنبۇلاق رايونى‎, ULY: Jerenbulaq Rayoni, UPNY: Jərənbulak̡ Rayoni?) là một khu (quận) của địa cấp thị Karamay, khu tự trị Tân Cương, Trung Quốc.

### Nhai đạo
- Đông Hưng Lộ (中兴路街道)
- Tam Bình Trấn (三平镇街道)